# Bunnythorpe
Bunnythorpe ist ein Vorort von Palmerston North in der Region Manawatū-Whanganui auf der Nordinsel von Neuseeland.

## Namensherkunft
Der Ort ist nach Henry Bunny, der von 1853 bis 1876 Secretary-Treasurer des Rates der Provinz Wellington war, benannt.

## Geographie
Bunnythorpe liegt rund 8 km nördlich des Stadtzentrums von Palmerston North, eingebettet in der leicht hügeligen Landschaft der Manawatu Plains. Rund 8 km nordwestlich befindet sich Feilding und rund 10 km östlich Ashhurst. Mehrere Bäche durchließen dns Ort in südwestliche Richtung, von denen der Mangaone Stream der größte ist.

## Geschichte
Bunnythorpe war bis 2012 ein Teil des Manawatu District, wurde aber in dem Jahr der Palmerston North City zugeordnet, die sich damit nach Norden hin erweiterte.
In Bunnythorpe liegen Teile des Ursprungs des multinationale Konzerns GlaxoSmithKline. 1904 gründeten Joseph Nathan und seine Söhne ein Unternehmen für die Herstellung von Babynahrung aus der Milch der umliegenden Farmen und nannten ihr Produkt „Glaxo“. In den 1930er Jahren wurde es unter dem Werbeslogan „Glaxo builds bonny babies“ vermarktet. Die Produktion in Bunnythorpe wurde 1973 eingestellt. Glaxo wurde zu einem bedeutenden Pharmahersteller und nach einigen Fusionen 2000 Teil des britischen Konzerns GlaxoSmithKline.

## Wirtschaft
Der Ort ist Dienstleistungszentrum für die umliegenden Milchfarmen. Es gibt einige kleinere Industriebetriebe.
Der staatliche Stromnetzbetreiber Transpower betreibt nordöstlich des Ortskernes die Bunnythorpe Substation. Die große Verteilerstation ist ein wichtiger Knotenpunkt des Hochspannungsnetzes der südlichen Nordinsel. Sie versorgt auch die nördlichen und östlichen Teile von Palmerston North und den Manawatu District.
Das ehemalige Werk für Trockenmilch-Produktion wurde ab 1979 für die Produktion von BMX-Räder umgebaut. Die Marke „Pantha“ war die erste neuseeländische Marke für BMX-Räder, der erste BMX-Track Neuseelands wurde eingerichtet und der erste BMX-Club Neuseelands gegründet.

## Infrastruktur

### Straßenverkehr
Die Hauptzufahrten zum Ort sind die Railway Road von Palmerston North kommend, die Ashhurst-Bunnythorpe Road von Ashhurst kommend, die Kairanga Bunnythorpe Road von Westen kommend und die Campbell Road von Norden von Feilding kommend.
Durch den Ort selbst führt kein State Highway. Der New Zealand State Highway 54 zweigt südwestlich von Bunnythorpe vom State Highway 3 ab und führt 5 km westlich am Ort vorbei.

### Schienenverkehr
Der Ort verdankt seine Existenz der Eisenbahn. Neuseelands wichtigste Bahnlinie, der North Island Main Trunk Railway verlief hier über Land, das sich in Staatseigentum befand. Man plante den Bau zweier Orte, Bunnythorpe und Mugby Junction auf der anderen Seite der Bahnlinie. 1878 wurde hier eine Verbindungsstrecke zwischen der North Island Main Trunk Railway und der Napier Line vorgeschlagen. Zu dieser Zeit wurden Grundstücken von 1/4 Acre (etwa 1000 m²) für 100 £ gehandelt. Die Pläne und damit Mugby Junction wurden verworfen und die Verbindung stattdessen in Palmerston North gebaut.
Die Züge zwischen Wellington und Auckland fahren durch den Ort, der nächstgelegene Bahnhof befindet sich in Palmerston North.

### Flugverkehr
Der Palmerston North Airport befindet sich 5 km südlich von Bunnythorpe in Milson. Von dort aus sind nationale Linienflüge möglich.

### Bildungswesen
In Bunnythorpe gibt es eine Grundschule, die Stand 2014 über 4 Lehrern, 2 Klassen und 31 Schülern verfügte.

## Sport
In Bunnythorpe gibt es einen Rugby Club und einen Country Club.